# (19926) 1979 YQ
(19926) 1979 YQ là một tiểu hành tinh vành đai chính. Nó được phát hiện bởi Henri Debehogne và Edgar Rangel Netto ở Đài thiên văn La Silla ở Chile ngày 17 tháng 12 năm 1979.